# Grimpa-soques variable
El grimpa-soques variable (Dendrocolaptes picumnus) és una espècie d'ocell de la família dels furnàrids (Furnariidae) que habita zones boscoses des de Chiapas cap al sud, a través d'Amèrica Central, Colòmbia, Veneçuela, Guaiana, est de l'Equador i del Perú, fins al nord i est de Bolívia i centre, oest i sud-oest del Brasil, est i sud-est de Bolívia, el Paraguai i nord-oest de l'Argentina.